# شبه جزيرة كليبولي

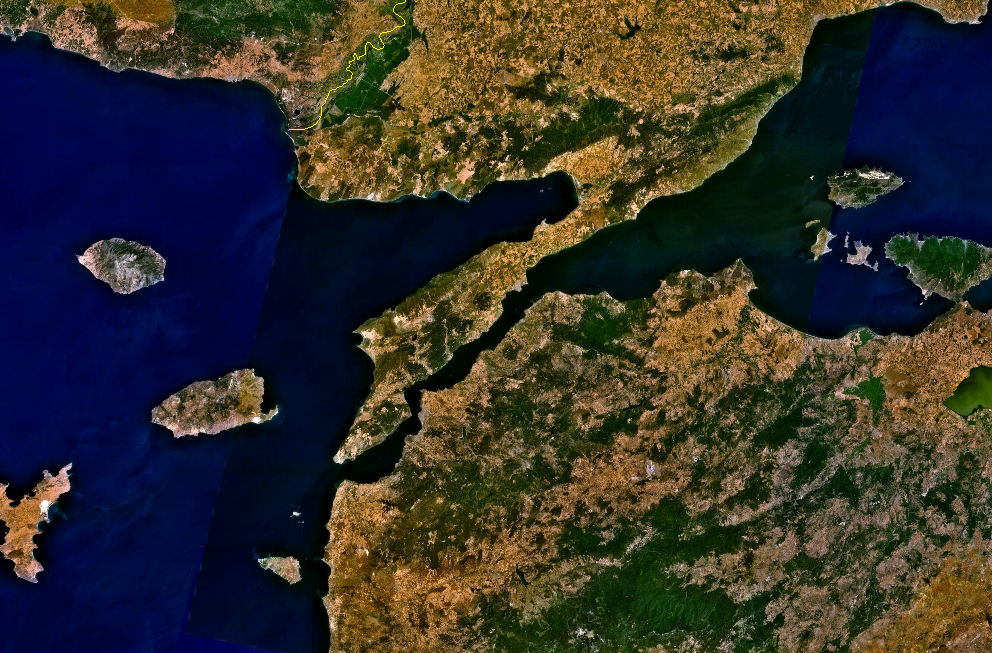
شبه جزيرة قَلِّيبُلِي من الجو

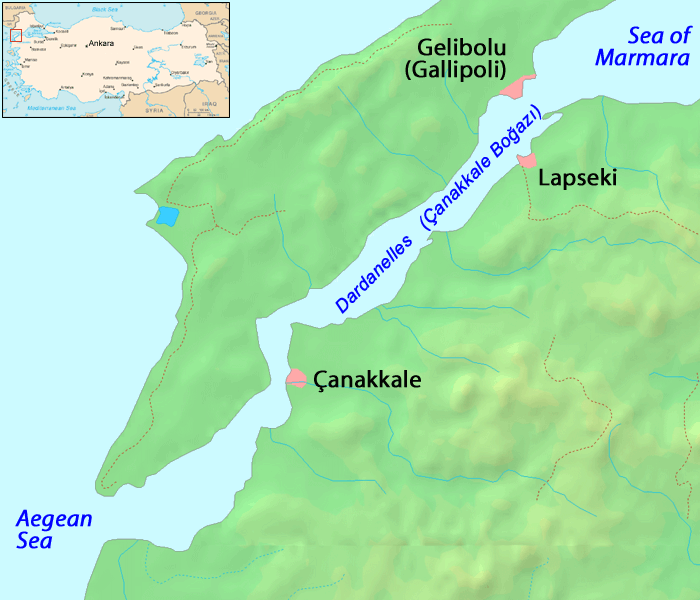
مضيق الدردنيل وتظهر شبه جزيرة قَلِّيبُلِي إلى الغرب منه

شبه جزيرة كليبولي أو جاليبولي (بالإنجليزية: Gallipoli) هي شبه جزيرة تقع في تراقيا الغربية في الجزء الأوربي من جمهورية تركيا، تطل شبه جزيرة قَلِّيبُلِي على بحر إيجة في جهتها الغربية وعلى مضيق الدردنيل في جهتها الشرقية.

## العهد العثماني
بعد الزلزال المدمر 1354، تم التخلي عن ما يقرب من مدينة كليبولي اليونانية، ولكن سرعان ما اعاد العثمانيون احتلالها من جهة الأناضول، مما يجعل كليبولي أول موطأ قدم للعثمانيين في أوروبا، ومنطقة الانطلاق لتوسيع الدولة الفتية عبر البلقان، واحتلت الدولة العثمانية شبه الجزيرة تدريجيا من القرن الثالث عشر إلى القرن الخامس عشر الميلادي ، التي هي جزء من الإمبراطورية البيزنطية. سمح لليونانيون الذين يعيشون هناك بمواصلة حياتهم اليومية العادية دون تدخل من العثمانيين. وتحولت كليبولي إلى سنجقٍ يحكمه قائم مقام ضمن ولايةِ أدرنة تعداده ما يقرب من ثلاثين ألف نسمة مكونين من أعراق مختلفة مثل اليونانيين والأتراك والأرمن واليهود.
أصبحت كليبولي معسكراً رئيسياً للجيش (مخيم) بالنسبة للقوات البريطانية والفرنسية في عام 1854 خلال حرب القرم، وكان الميناء يعد نقطة توقف في الطريق إلى القسطنطينية.
لم تواجه كليبولي مزيداً من الحروب حتى الحرب العالمية الأولى عندما غزت القوات البريطانية والاستعمارية الجزيرة في عام 1915، سعيا لتأمين الطريق لتخفيف الحرب على حليفهم إمبراطورية روسيا في شرق البلاد. وضع العثمانيون تحصينات دفاعية على طول شبه الجزيرة، بمساعدة ألمانية، وبالفعل صدوا الغزاة.
في عام 1920 بعد هزيمة الجيش الأبيض الروسي الذي بقيادة الجنرال العام بيتر رانجلر بيوتر نيكولايفيتش رنجل هاجر الى كليبولي عددٌ كبيرٌ من الجنود المهاجرين (المعروفين بالهجرة البيضاء الروسية) بصحبة عائلاتهم قادمين من شبه جزيرة القرم، ومن هناك ذهب كثير منهم إلى البلدان الأوروبية، مثل يوغوسلافيا، حيث وجدوا ملاذًا آمنًا هناك. أُنشِأ نصب تذكاري لاحياء ذكرى هؤلاء الجنود الذين بقوا في غاليبولي ولكن هذا النصب انهار إثر زلزال قوي، ولكن أعيد بناء النصب في يناير / كانون الثاني 2008 بموافقة الحكومة التركية.

## أعلام
- هنري موزلي
- ويليام جورج مالون
- نورمان فريدريك هاستينغز
- كريس بورتر
- جيمس ساتكليف